# Радюченко, Дмитрий Александрович
Дмитрий Александрович Радюченко (род. 27 ноября 1970 года) - российский ультрамарафонец.

## Карьера
Дмитрий Радюченко родился 27 ноября 1970 года. В десятке лучших бегунов России на сверхмарафоне сто километров показал шестой результат за всю историю соревнований. Выступал за саратовский клуб «Спартак».
В 1997 году завоевал бронзовую награду на чемпионате России. Также третьим стал на турнире  	«Nacht van Vlaanderen».
В 1998 году завоевал серебро чемпионата Европы. Кроме того победил на международных ультрамарафонах «Кантабрия» и «Калисия».
В 1999 году победил на ультрамарафоне «Nacht van Vlaanderen».
В Нидерландах в сентябре 2000 года он показал результат 6:29,13 и стал вице-чемпионом мира. Также стал вторым на международном ультрамарафоне «Кантабрия».
В 2001 году стал третьим на международном ультрамарафоне «Кантабрия».
В 2003 году стал третьим на московском ночном ультрамарафоне.

## После окончания карьеры
После окончания карьеры в 2004 году возглавлял Саратовский спортивный клуб "Спарта". После ликвидации клуба в 2010 году ведёт асоциальный образ жизни.